# John O’Grady
John Joseph O’Grady (ur. 17 lutego 1891 w Ballybricken, zm. 26 listopada 1934 w Limerick) – irlandzki lekkoatleta, olimpijczyk.

## Życiorys
Urodził się jako jedno z sześciorga dzieci w rodzinie rolniczej Williama i Catherine z domu Foley (zmarła gdy John miał 6 lat). W późniejszych latach piastował funkcję inspektora jednego z działów w radzie hrabstwa Limerick.
Uczestnik Letnich Igrzysk Olimpijskich 1924, na których zajął 17. miejsce w pchnięciu kulą, osiągnąwszy rezultat 12,75 m (startowało 28 kulomiotów). Podczas igrzysk w Paryżu był również chorążym reprezentacji podczas ceremonii otwarcia igrzysk.
Był zwycięzcą Tailteann Games oraz wielokrotnym mistrzem Irlandii w pchnięciu kulą i rzucaniu ciężarami o różnej wadze. W rzucaniu ciężarkiem o wadze 28 funtów i ciężarkiem o masie 56 funtów poprawiał kilkukrotnie rekordy świata. Wielokrotny reprezentant Irlandii w spotkaniach międzynarodowych.
Rekord życiowy w pchnięciu kulą – 14,45 m (1924).